# Джон Лойд Тейлър
Джон Лойд Тейлър – Джей Ти (на английски: John Lloyd Taylor) е американски музикант роден на 23 март 1982. Той е главния китарист и музикален мениджър на групата Jonas Brothers. Освен това участва в група, по-рано позната като Bulldozer и сега преименувана на Ocean Grove заедно с останалите допълнителни музиканти на Jonas Brothers, Грег Гарбовски, Раян Лайстман и Джак Лоулес.

## Музикална кариера
Джон Тейлър е водещия китарист на Jonas Brothers и освен това помага в продукцията на музиката им. Името е спомената в известната песен на групата, Lovebug.
Джон е свирил за групата в съвместни участия с Стиви Уондър, Брад Пейсли, Стивън Чапман, Майкъл Смит, Ейми Грант, Винс Джил, Деми Ловато, Джордин Спаркс, Джеси Маккартни, Майли Сайръс и други.

## Телевизия и кино
Джон свири заедно с Jonas Brothers на всичките им телевизионни изяви. Участва с тях в предавания и церемонии по раздаване на награди като наградите Грами, Saturday Night Live, American Music Awards, MTV Video Music Awards и други подобни популярни шоута.
Тейлър участва в няколко епизода на Джонас Брадърс: Изживей мечтата, както и в пети епизод на Джонас. Появява се в Хана Монтана и Майли Сайръс: Най-добрият от двата свята и в Джонас Брадърс: 3D концертът.
|  | Тази страница частично или изцяло представлява превод на страницата John Lloyd Taylor в Уикипедия на английски. Оригиналният текст, както и този превод, са защитени от Лиценза „Криейтив Комънс – Признание – Споделяне на споделеното“, а за съдържание, създадено преди юни 2009 година – от Лиценза за свободна документация на ГНУ. Прегледайте историята на редакциите на оригиналната страница, както и на преводната страница, за да видите списъка на съавторите. ВАЖНО: Този шаблон се отнася единствено до авторските права върху съдържанието на статията. Добавянето му не отменя изискването да се посочват конкретни източници на твърденията, които да бъдат благонадеждни. |